# Ada Colauová
Ada Colau i Ballano (přechýleně Ada Colauová; alternativně Ada Colau; * 3. březen 1974, Barcelona) je katalánská politička a sociální aktivistka, která od 13. června 2015 do 16. června 2023 zastávala úřad starostky města Barcelona.

## Životopis
Studovala filozofii na univerzitě v Barceloně (španělsky Universidad de Barcelona), avšak zdejší studium z finančních důvodů nedokončila, neboť jí k tomu chybělo 30 kreditů.
Jejím partnerem je ekonom a aktivista Adrià Alemany Salafranca (* 1979), s nímž má dvě děti (* 2011; * 2017, Gael).